# Macleaya cordata
Macleaya cordata là một loài thực vật có hoa trong họ Anh túc. Loài này được (Willd.) R.Br. mô tả khoa học đầu tiên năm 1826.

## Hình ảnh

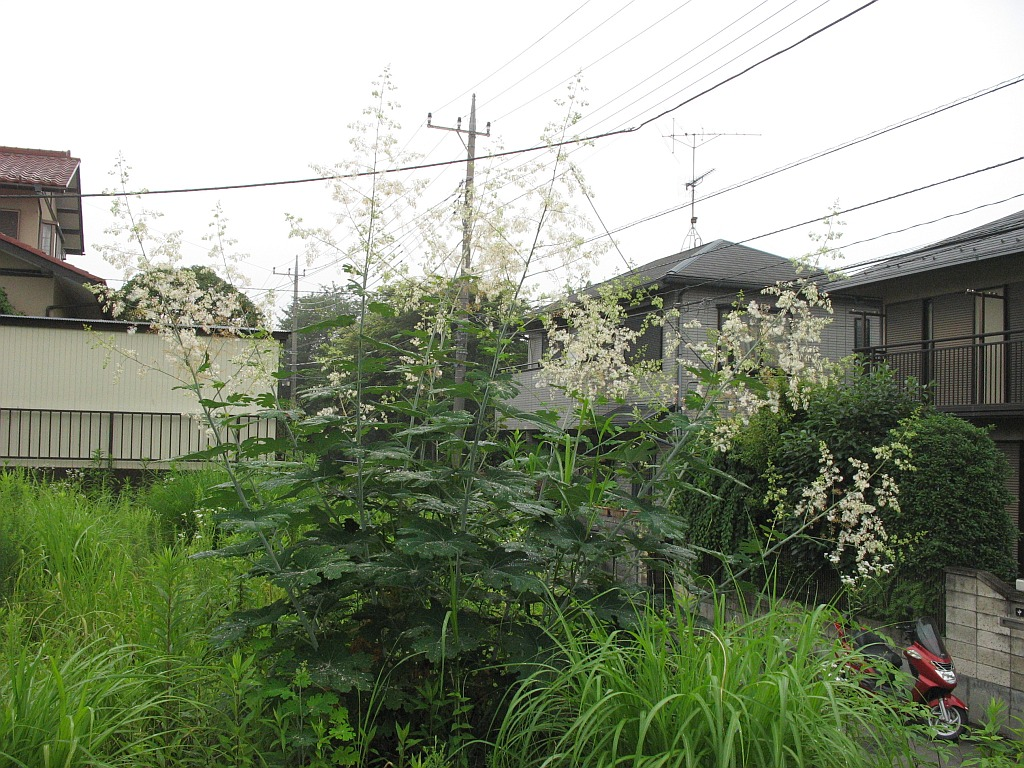
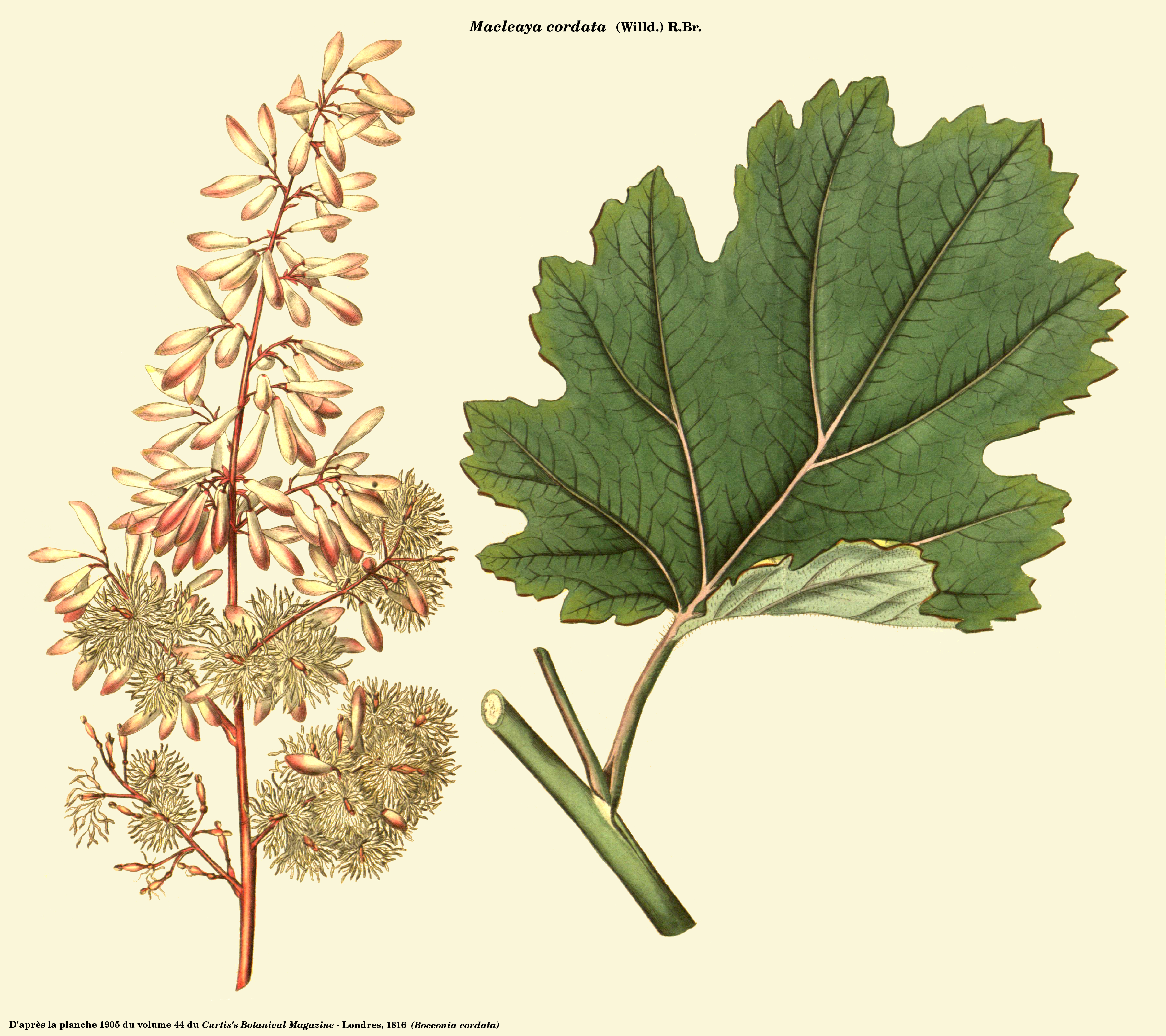
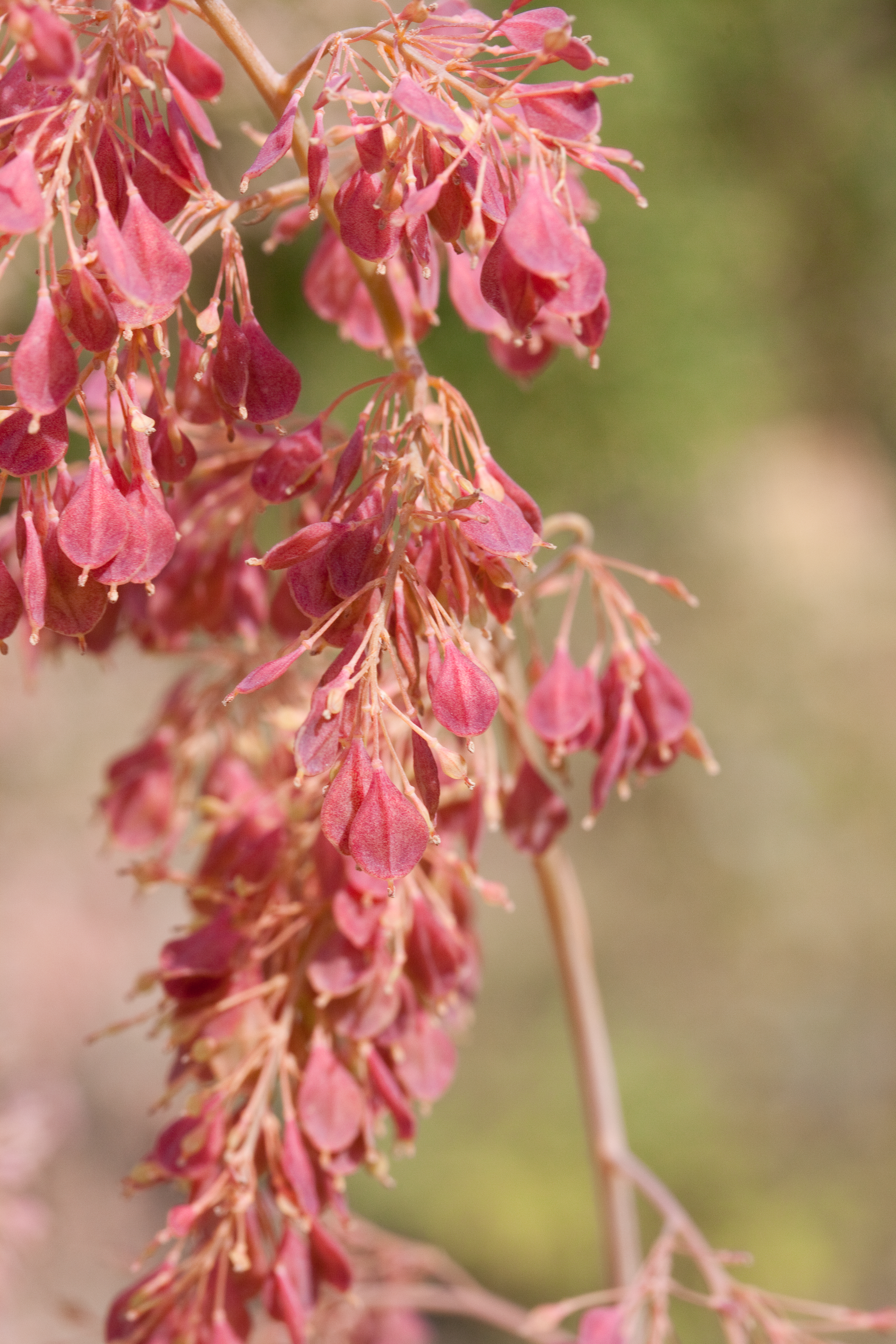
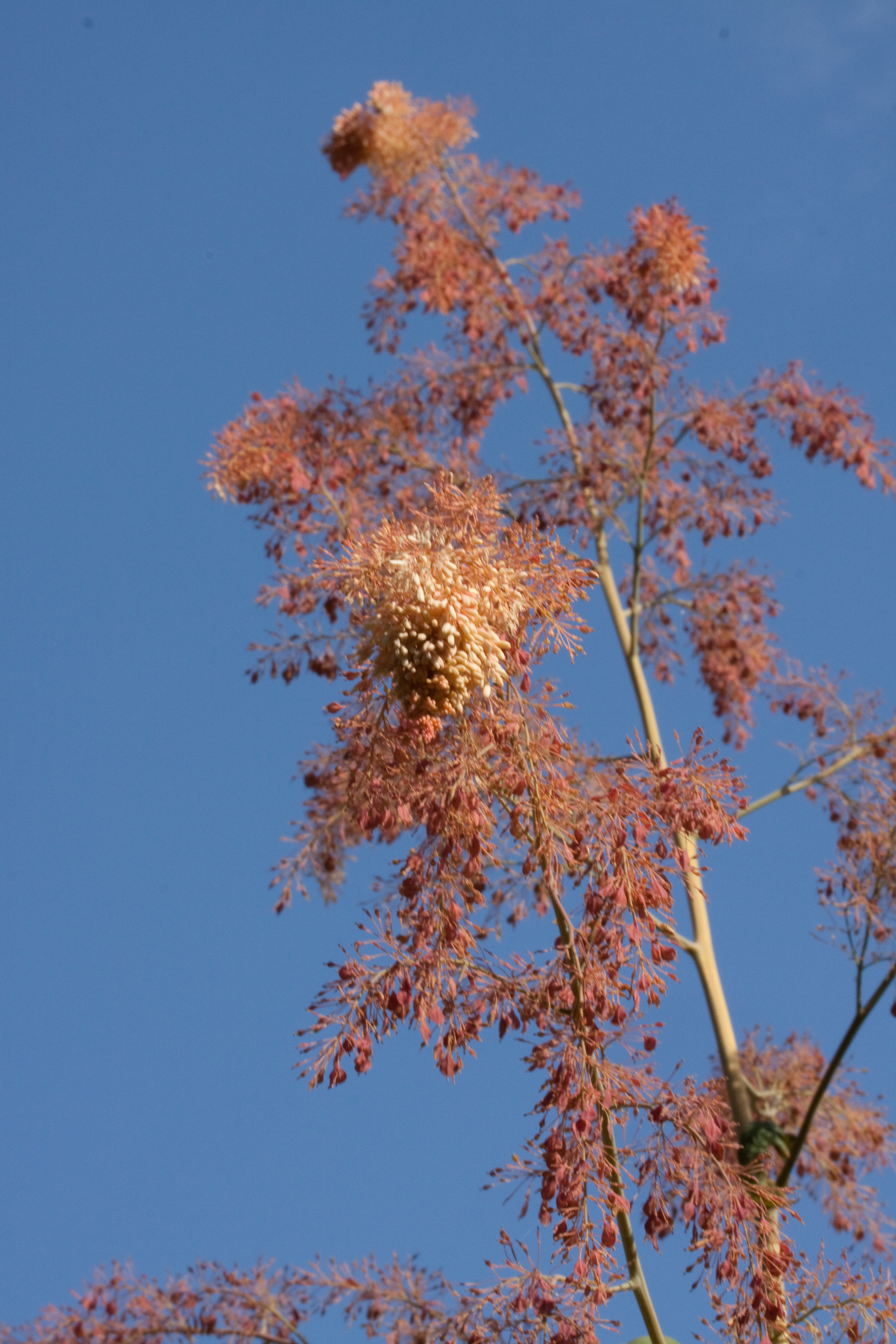